# Sirsaganj
Sirsaganj là một thành phố và là nơi đặt ban đô thị (municipal board) của quận Firozabad thuộc bang Uttar Pradesh, Ấn Độ.

## Địa lý
Sirsaganj có vị trí 27°03′B 78°42′Đ / 27,05°B 78,7°Đ Nó có độ cao trung bình là 162 mét (531 feet).

## Nhân khẩu
Theo điều tra dân số năm 2001 của Ấn Độ, Sirsaganj có dân số 26.524 người. Phái nam chiếm 53% tổng số dân và phái nữ chiếm 47%. Sirsaganj có tỷ lệ 67% biết đọc biết viết, cao hơn tỷ lệ trung bình toàn quốc là 59,5%: tỷ lệ cho phái nam là 72%, và tỷ lệ cho phái nữ là 62%. Tại Sirsaganj, 16% dân số nhỏ hơn 6 tuổi.